# Van Hool Altano
Van Hool Altano – rodzina podwyższonych wysokopokładowych autokarów turystycznych produkowana od 1995 roku przez belgijskie przedsiębiorstwo Van Hool w Lier.

## Historia
Premiera autokaru turystycznego Van Hool T 816 Altano miała miejsce w 1995 r. Pierwotnie była to wersja dwuosiowa produkowana jako pojazd o podwyższonym standardzie wyposażenia. Wraz z wprowadzeniem na rynek nowej generacji autokarów Van Hool, zaprezentowano model Altano w nowej odsłonie, tym razem w wersji trzyosiowej. Niemniej, model T 816 był produkowany do 2001 r. W ramach serii T9 model Altano dostępny był w konfiguracjach trzyosiowych T 917 i T 918 o długościach odpowiednio 13 i 14 m. Obok modelu Astron oraz Astronef, seria Altano jest najbardziej komfortową serią autokarów jednopokładowych w ofercie producenta. W 2009 r. powiększono gamę autokarów Altano o model 15-metrowy T 919. Ponadto w ofercie znalazły się dwa modele z przedłużonym zwisem przednim, który umożliwia przewóz na dolnym pokładzie osoby na wózku inwalidzkim. Oznaczono je TD 920 i TD 921. Van Hool TD 921 Altano, wraz z modelami Neoplan Cityliner, Barbi Maestro HDH, ADL Plaxton Elite oraz Mercedes-Benz Travego, brał udział w konkursie o tytuł Autokar Roku 2010. Ostatecznym zwycięzcą okazał się jednak produkt produkcji Mercedes-Benz.
W 2011 r. miała miejsce premiera nowej serii autokarów producenta – TX, która początkowo zadebiutowała jako model Astromega. Zmiany stylistyczne oraz częściowo także konstrukcyjne, objęły także serię Altano i zaowocowały modelami TX 17, TX 18, TX 19, TDX 20 i TDX 21.
W Polsce eksploatowane autokary Van Hool Altano są to głównie pojazdy zakupione w liczbie 52 sztuk w 2011 r. przez przewoźnika Souter Holdings Poland, które wykorzystywane były do obsługi tras pod marką PolskiBus.com, a od 2018 r. jako Flixbus. Oprócz tego pojedyncze sztuki nowych autokarów Altano posiada BP „Funclub” z Poznania, natomiast pozostałe egzemplarze to pojazdy używane pochodzące z Europy Zachodniej.

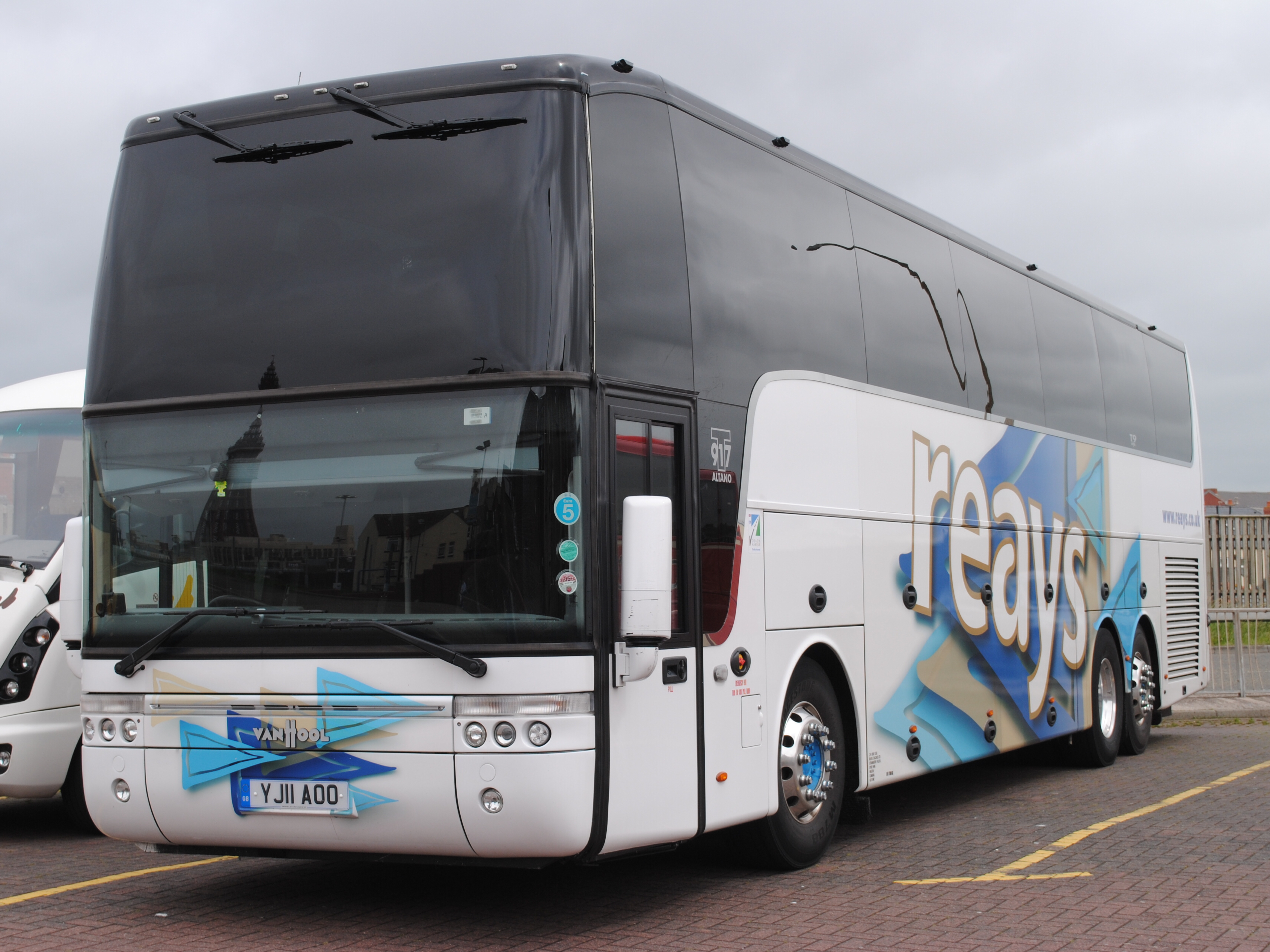
Van Hool T 917 Altano
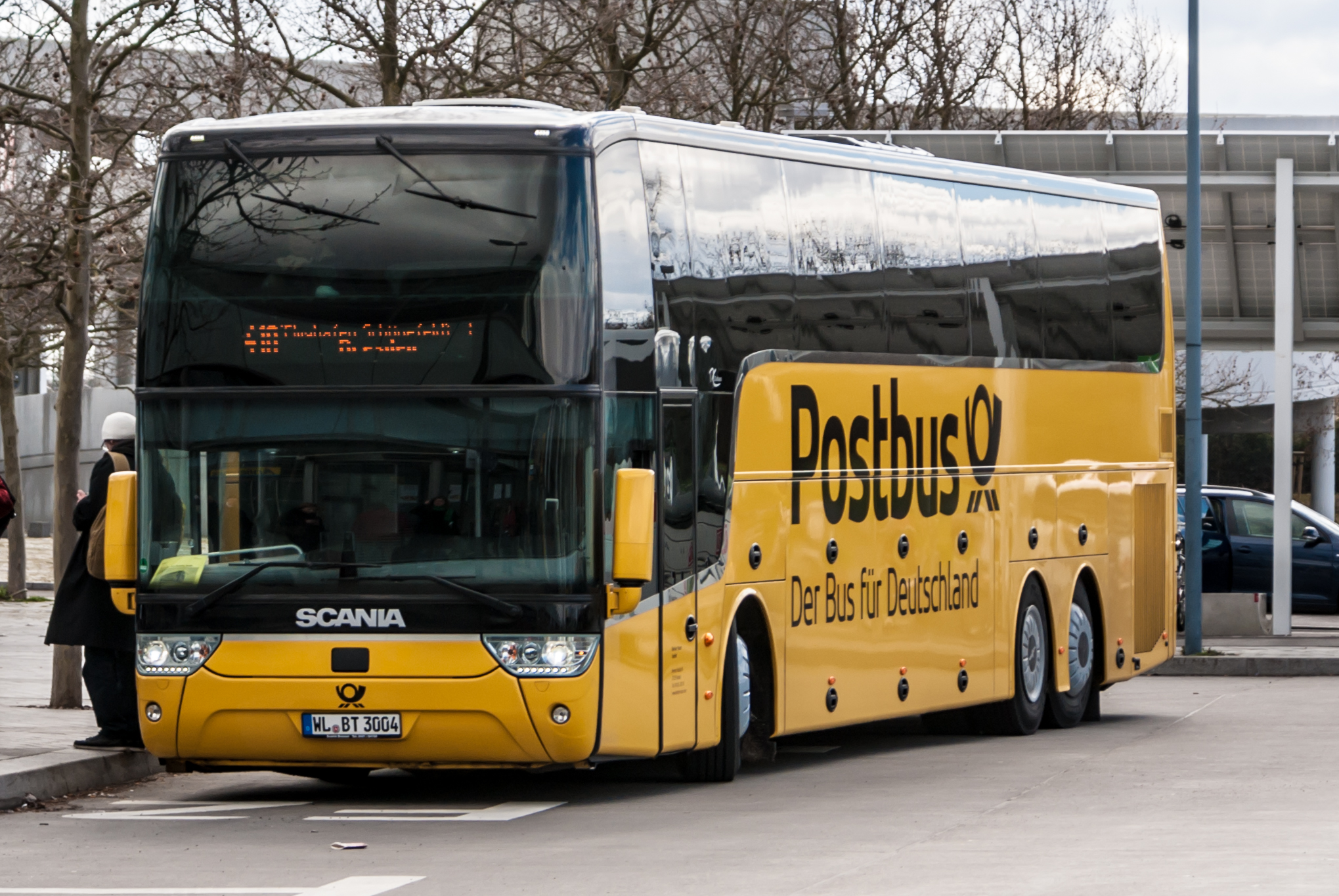
Van Hool TDX 21 Altano na podwoziu Scania
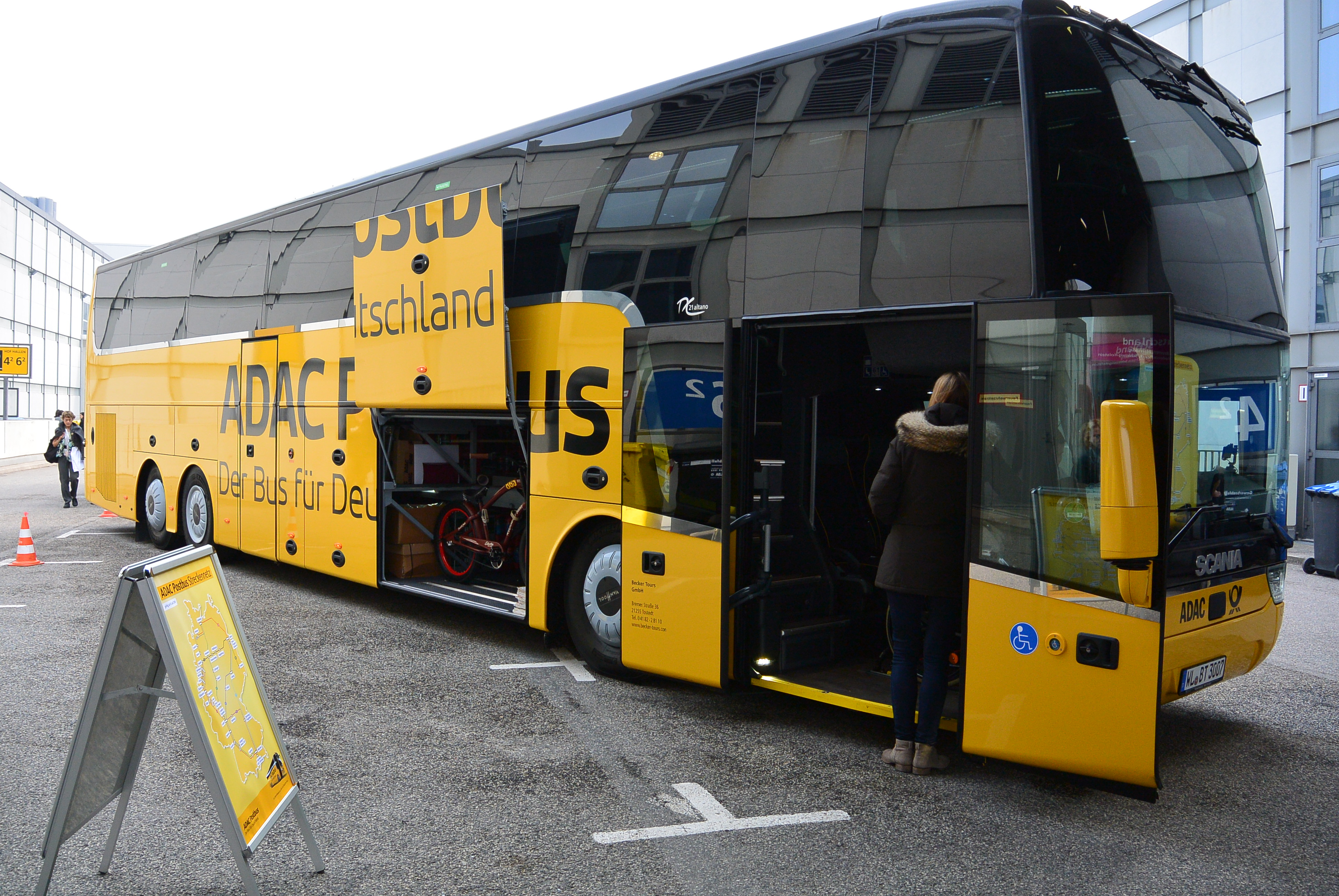
Van Hool TDX 21 Altano na podwoziu Scania
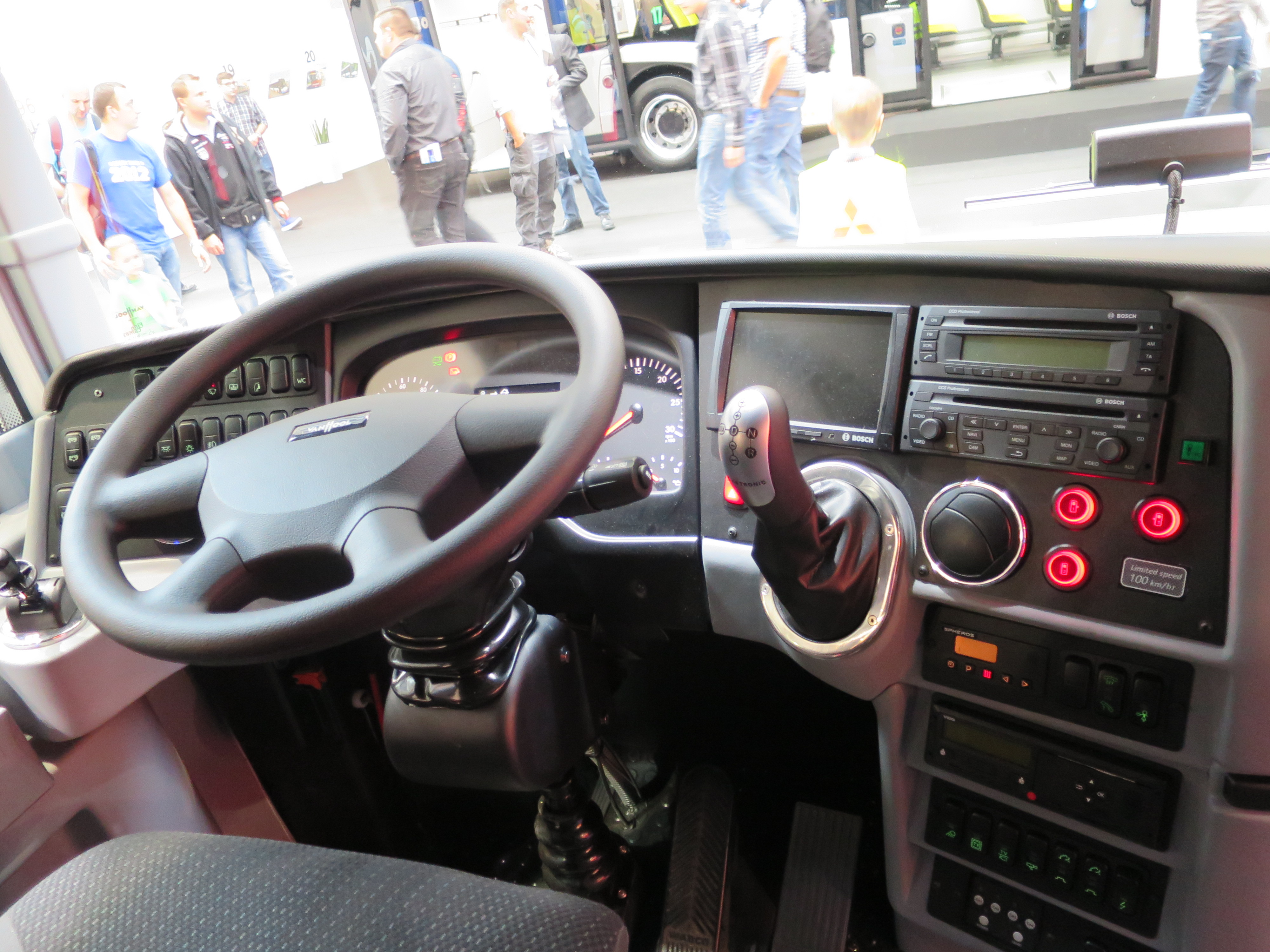
Van Hool TDX 20 Altano – kabina kierowcy
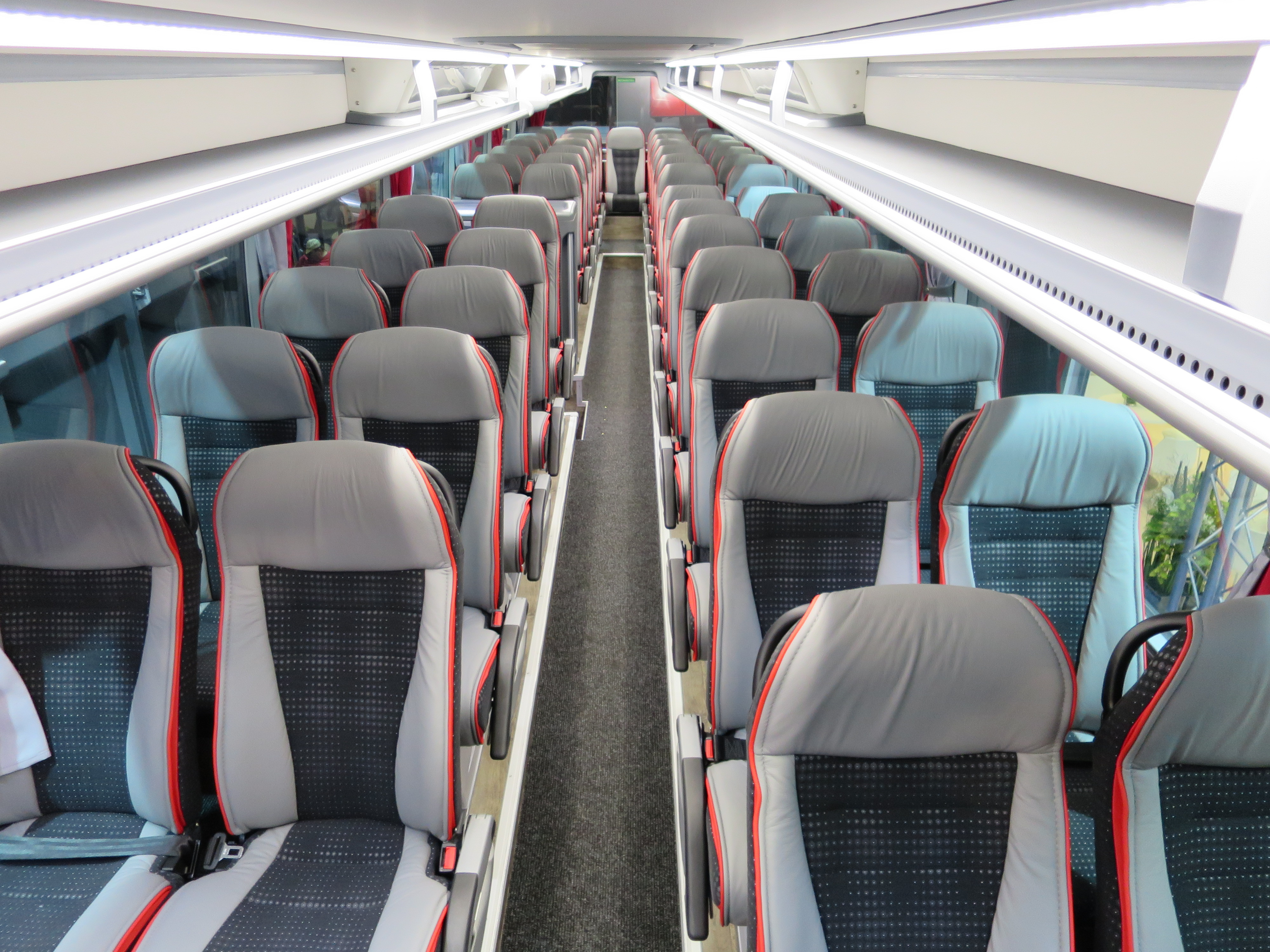
Van Hool TDX 20 Altano – górny pokład
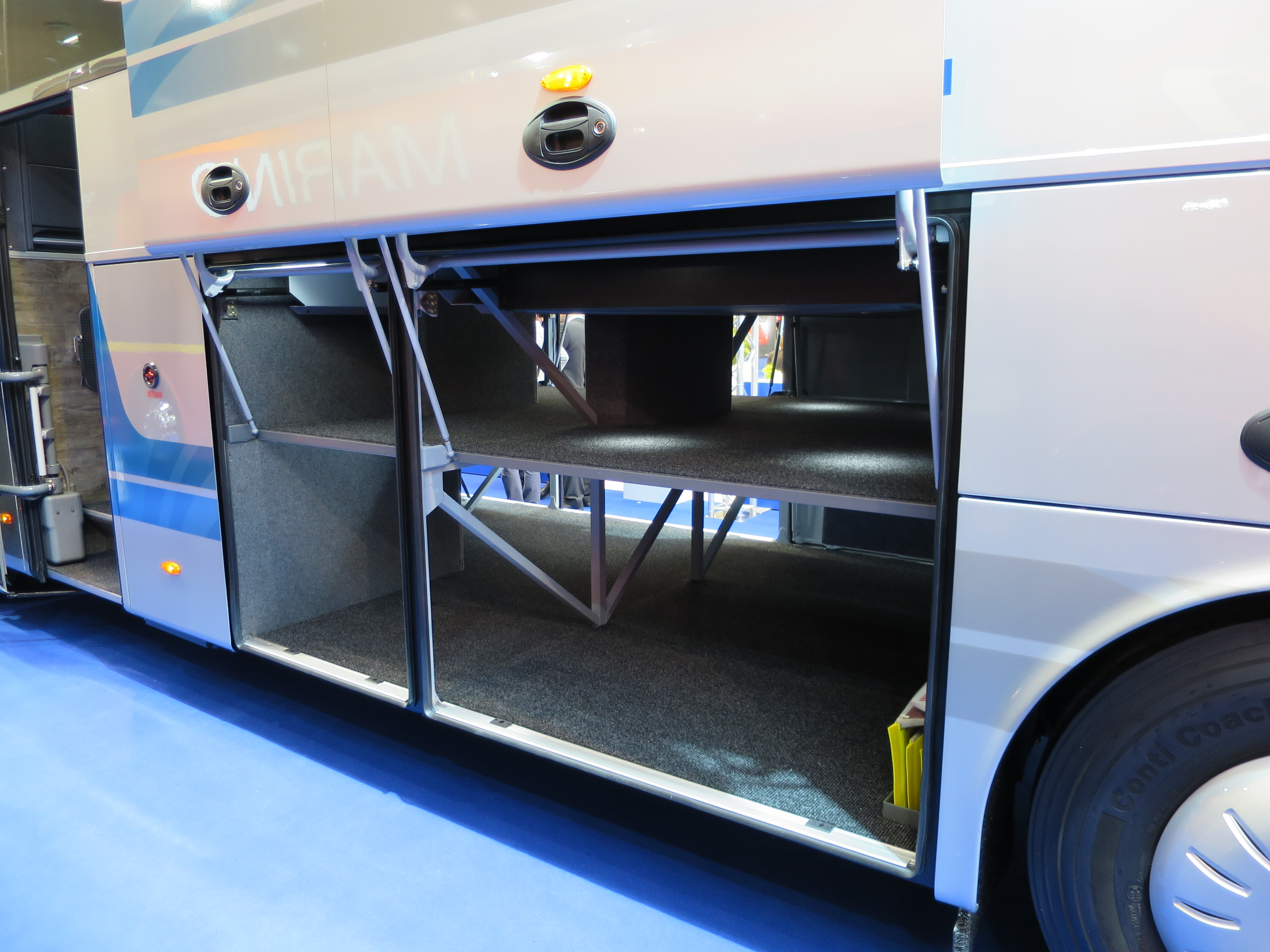
Van Hool TDX 20 Altano – przestrzeń bagażowa

## Konstrukcja
Seria autokarów Van Hool Altano obejmuje 5 trzyosiowych modeli: TX 17, TX 18, TX 19, TDX 20 oraz TDX 21. Główną cechą wyróżniającą model Altano jest wysoko umieszczony, w stosunku do konkurencyjnych modeli, poziom górnego pokładu (stąd nazwa modelu z greckiego altus – wysoki). Pozwala to na przeniesienie kabiny kierowcy, miejsca dla pilota, a w przypadku modeli TDX także jednego rzędu siedzeń i miejsca dla osoby niepełnosprawnej, na niewielki dolny pokład, znajdujący się na przednim zwisie. W ten sposób cały górny pokład jest wykorzystany jako przestrzeń pasażerska, także na przednim zwisie, co pozwala ulokować w pojeździe o jeden lub dwa rzędy miejsc siedzących więcej, przy takich samych odstępach między siedzeniami. Ponadto, zaletą takiego rozwiązania jest duża przestrzeń bagażowa pod pokładem, do 17,42 m³ w modelu TX 19. 
Jednostkę napędową w pojazdach Altano serii TX stanowią silniki DAF MX 13 spełniające normę emisji spalin Euro 6 zblokowane ze skrzynią biegów ZF Traxon lub (opcjonalnie) Allison T525. Ponadto oferowane są autokary Altano produkowane na bazie podwozi Scania z układem napędowym szwedzkiego producenta. Pojazdy w tej konfiguracji trafiają głównie na rynek niemiecki. Wg danych na 2011 r., średnie spalanie pustego autokaru T 921 Altano na trasie to ok. 24–25 l/100 km.
Wejście na pokład możliwe jest za pomocą dwóch par drzwi – przednich jedno- lub (w modelach TDX) dwuskrzydłowych na dolny pokład oraz środkowych jednoskrzydłowych bezpośrednio na pokład górny. W zależności od długości pojazdu i konfiguracji wnętrza, na górnym pokładzie może znaleźć się do 67 miejsc pasażerskich, a na dolnym w wersjach TDX dodatkowo rząd 3 siedzeń.
|                                 | TX 17                                                                             | TX 18                                                                             | TX 19                                                                             | TDX 20                                                                            | TDX 21                                                                            |
| ------------------------------- | --------------------------------------------------------------------------------- | --------------------------------------------------------------------------------- | --------------------------------------------------------------------------------- | --------------------------------------------------------------------------------- | --------------------------------------------------------------------------------- |
| Długość                         | 13 200 mm                                                                         | 14 040 mm                                                                         | 14 960 mm                                                                         | 13 560 mm                                                                         | 14 590 mm                                                                         |
| Szerokość                       | 2550 mm                                                                           | 2550 mm                                                                           | 2550 mm                                                                           | 2550 mm                                                                           | 2550 mm                                                                           |
| Wysokość                        | 3730 mm                                                                           | 3730 mm                                                                           | 3730 mm                                                                           | 3730 mm                                                                           | 3730 mm                                                                           |
| Rozstaw osi                     | 6100 mm / 1300 mm                                                                 | 6700 mm / 1300 mm                                                                 | 7250 mm / 1300 mm                                                                 | 6100 mm / 1300 mm                                                                 | 6890 mm / 1300 mm                                                                 |
| Zwis przedni / tylny            | 2740 mm / 3000 mm                                                                 | 2740 mm / 3300 mm                                                                 | 2740 mm / 3670 mm                                                                 | 3100 mm / 3000 mm                                                                 | 3100 mm / 3300 mm                                                                 |
| Liczba miejsc maksymalnie       | 59 + 1 + 1                                                                        | 63 + 1 + 1                                                                        | 67 + 1 + 1                                                                        | 63 + 3 + 2 + 1                                                                    | 67 + 3 + 2 + 1                                                                    |
| Przestrzeń bagażowa maksymalnie | 12,31 m³                                                                          | 14,56 m³                                                                          | 17,42 m³                                                                          | 11,47 m³                                                                          | 14,62 m³                                                                          |
| Silnik                          | DAF MX 13 Euro 6, 12 900 cm³, 6-cylindrowy, 355 kW lub 390 kW (483 KM lub 530 KM) | DAF MX 13 Euro 6, 12 900 cm³, 6-cylindrowy, 355 kW lub 390 kW (483 KM lub 530 KM) | DAF MX 13 Euro 6, 12 900 cm³, 6-cylindrowy, 355 kW lub 390 kW (483 KM lub 530 KM) | DAF MX 13 Euro 6, 12 900 cm³, 6-cylindrowy, 355 kW lub 390 kW (483 KM lub 530 KM) | DAF MX 13 Euro 6, 12 900 cm³, 6-cylindrowy, 355 kW lub 390 kW (483 KM lub 530 KM) |
| Skrzynia biegów                 | ZF Traxon lub Allison T525                                                        | ZF Traxon lub Allison T525                                                        | ZF Traxon lub Allison T525                                                        | ZF Traxon lub Allison T525                                                        | ZF Traxon lub Allison T525                                                        |
| Hamulce                         | Tarczowe, wentylowane powietrzem                                                  | Tarczowe, wentylowane powietrzem                                                  | Tarczowe, wentylowane powietrzem                                                  | Tarczowe, wentylowane powietrzem                                                  | Tarczowe, wentylowane powietrzem                                                  |
| Systemy bezpieczeństwa          | ABS, EBS, ESC, ACC, AEBS, LDW, FSD                                                | ABS, EBS, ESC, ACC, AEBS, LDW, FSD                                                | ABS, EBS, ESC, ACC, AEBS, LDW, FSD                                                | ABS, EBS, ESC, ACC, AEBS, LDW, FSD                                                | ABS, EBS, ESC, ACC, AEBS, LDW, FSD                                                |